# Agli (famiglia)

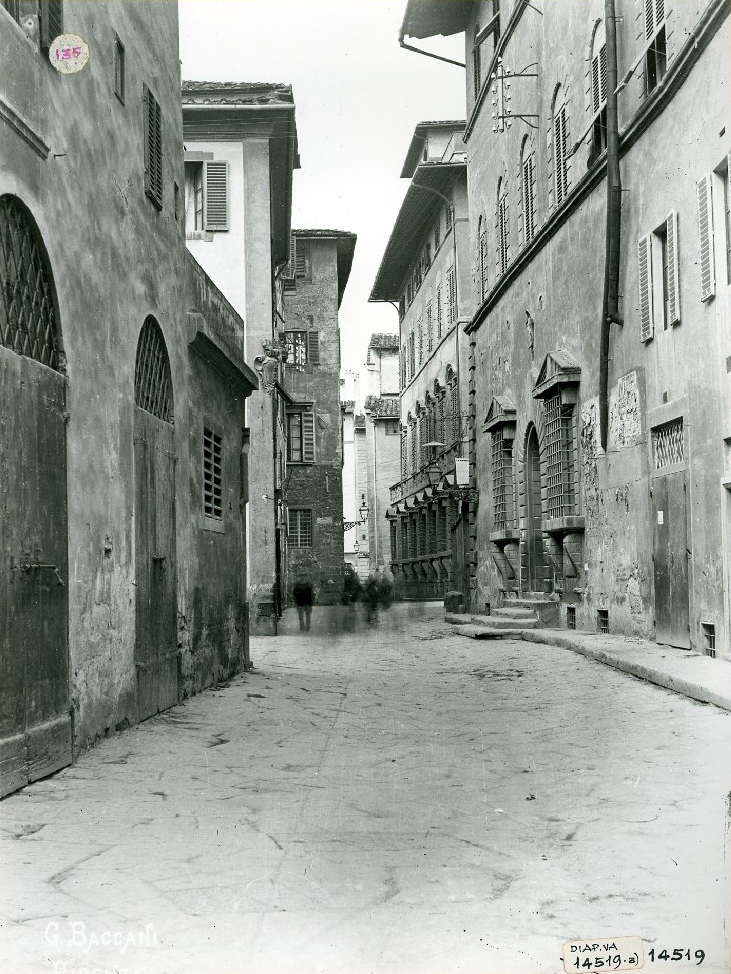
Firenze, via degli Agli nel 1880

Agli (o Alli), nobile famiglia tra le più antiche di Firenze, originaria di Assisi. Nel 1292 vernne iscritta tra le famiglie consolari della città. Da essa derivarono i Filippeschi, i Cari, i Rinieri, gli Scaglioni e i Liberali. La famiglia fu proprietaria di un gran numero di case, palazzi, torri.
Il ramo di Firenze si estinse nel 1662 con Francesco Agli.

## Esponenti illustri
- Publicio Alli, fondatore della dinastia, che si trasferì a Roma[1]
- Guido Allio (XII secolo), cedette alcuni beni in favore dell'abbazia di Montescalari[1]
- Brunellino Alli (XIII secolo), capitano della Repubblica Fiorentina nel 1260[1]
- Reniero Allio (XIII secolo), cavaliere dello Speron d'oro e podestà di Volterra[1]
- Ceffo Agli (XIV secolo), guelfo e podestà di diverse città[1]
- Barnaba degli Agli (?-1418), magistrato dei Dieci di Balia, contribuì alla edificazione del Convento di San Domenico a Fiesole[1]
- Antonio degli Agli (1400-1477), vescovo di Fiesole[1]
- Pellegrino Agli (1440-1469), filosofo e poeta[3]
- Francesco Agli (?-1662), capitano di giustizia e ultimo esponente del ramo fiorentino.[1]